# Hyalaethea kühni
Hyalaethea kühni är en fjärilsart som beskrevs av Rothschild. Hyalaethea kühni ingår i släktet Hyalaethea och familjen björnspinnare. Inga underarter finns listade i Catalogue of Life.